# Municipio de Montana (Bulgaria)
El municipio de Montana (búlgaro: Община Монтана) es un municipio búlgaro perteneciente a la provincia de Montana.
En 2011 tiene 53 856 habitantes, el 91,88% búlgaros y el 7,29% gitanos. La capital municipal es la también capital provincial Montana, donde viven cuatro quintas partes de la población del municipio.
Se ubica en el centro de la provincia y forma una franja central que la recorre de oeste a este, limitando por el noroeste con la provincia de Vidin y por el sureste con la provincia de Vratsa.

## Localidades
El municipio comprende la ciudad de Montana y veintitrés pueblos:
- Belotintsi
- Bezdenitsa
- Blagovo
- Doktor Yosifovo
- Dolna Riksa
- Dolna Verenitsa
- Dolno Belotintsi
- Gabrovnitsa
- Gorna Verenitsa
- Gorno Tserovene
- Klisuritsa
- Krapchene
- Lipen
- Nikolovo
- Slavotin
- Smolyanovtsi
- Stubel
- Studeno buche
- Sumer
- Trifonovo
- Vinishte
- Virove
- Voynitsi